# Cel nocturn

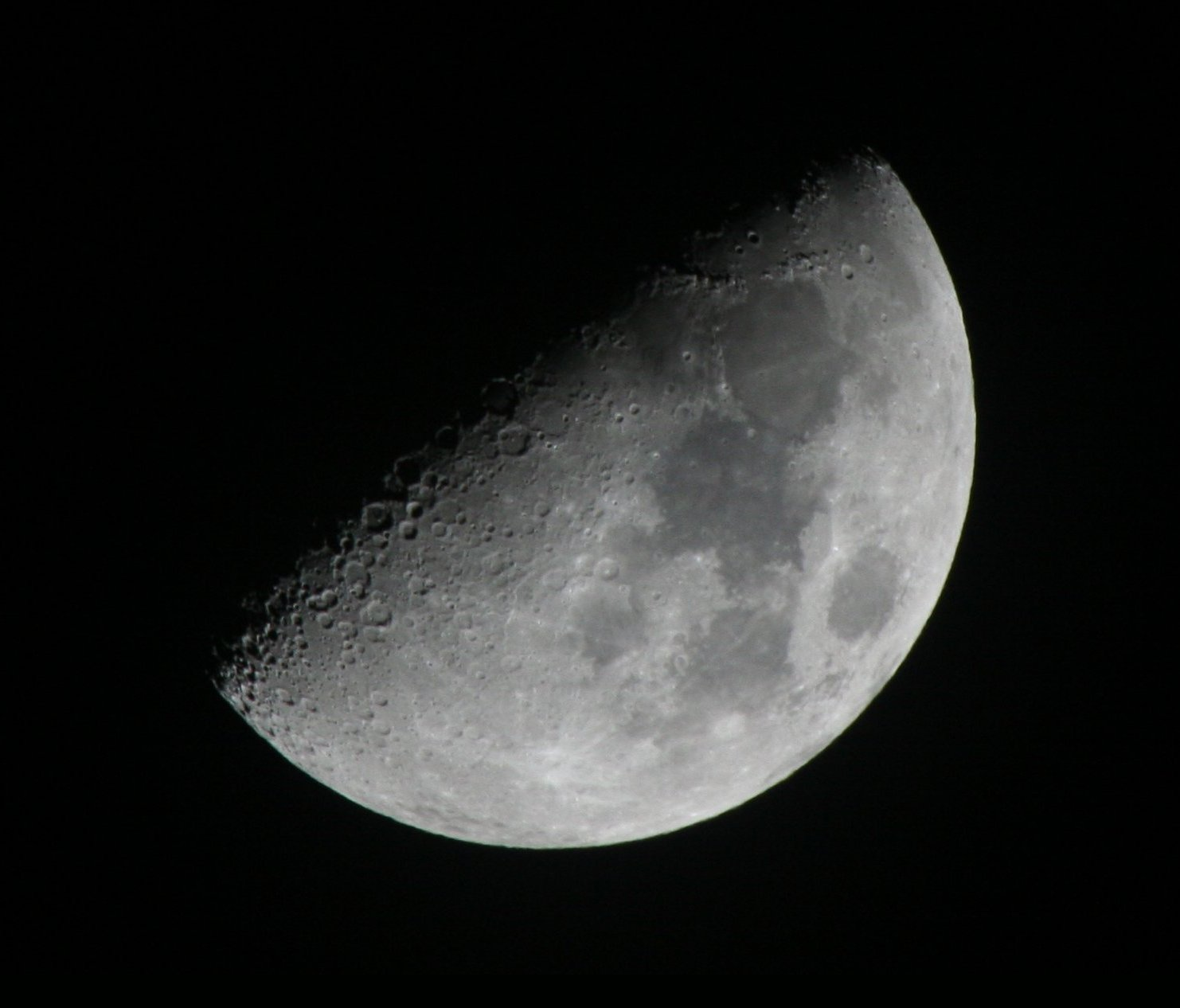
La Lluna és el cos celeste més vist al cel nocturn.

El cel nocturn és l'aparença del cel durant la nit. El terme està generalment associat a l'astronomia, a l'observació de les estrelles, la Lluna i els planetes, que es fan visibles quan el Sol s'oculta.
Els estudis sobre el cel nocturn han tingut un lloc en les cultures ancestrals i en les modernes. En el passat, per exemple, els agricultors observaven el cel nocturn com calendari o guia per realitzar les collites. Moltes cultures han realitzat, al llarg de la història, representacions de les constel d'estrelles, associant a llegendes i mitologias sobre les seves deïtats.
Les creences històriques es basaven generalment en les relacions entre els cossos celestes o en els esdeveniments relacionats amb la Terra. Els estudis  científics  del cel nocturn i els cossos observats en ell tenen el seu lloc en la ciència de l'astronomia.
La visibilitat dels cossos celestes en el cel nocturn és afectada per la contaminació lumínica. La presència de la Lluna en el cel, ha dificultat històricament l'observació astronòmica en augmentar la quantitat de llum ambiental, però amb el desenvolupament i la proliferació de les fonts de llum artificials aquest problema s'ha incrementat considerablement. Existeixen filtres especials que poden ajudar a alleujar aquesta circumstància, però tant per als astrònoms aficionats com per als professionals, la millor solució és buscar llocs allunyats de les grans ciutats i altres fonts lluminoses.

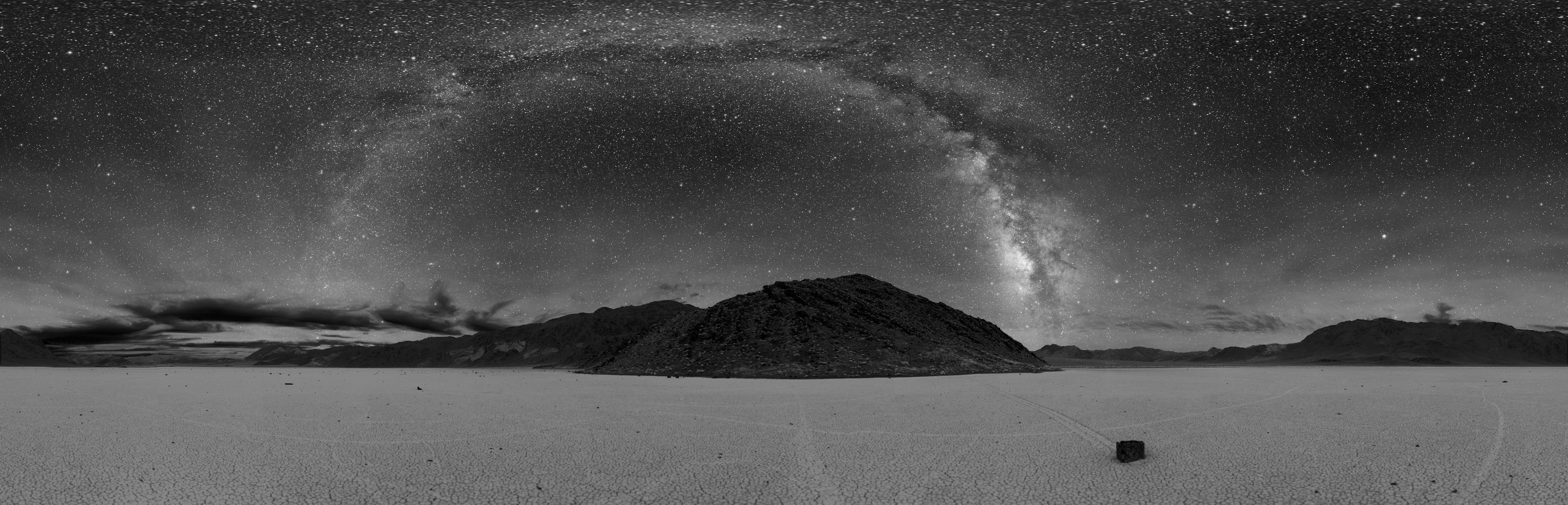
La Via Làctia pot ser vista com una llarga banda o com un arc que creua el cel, si les condicions de visibilitat són les apropiades. Aquesta és una imatge panoràmica.

.

## Vegeu també

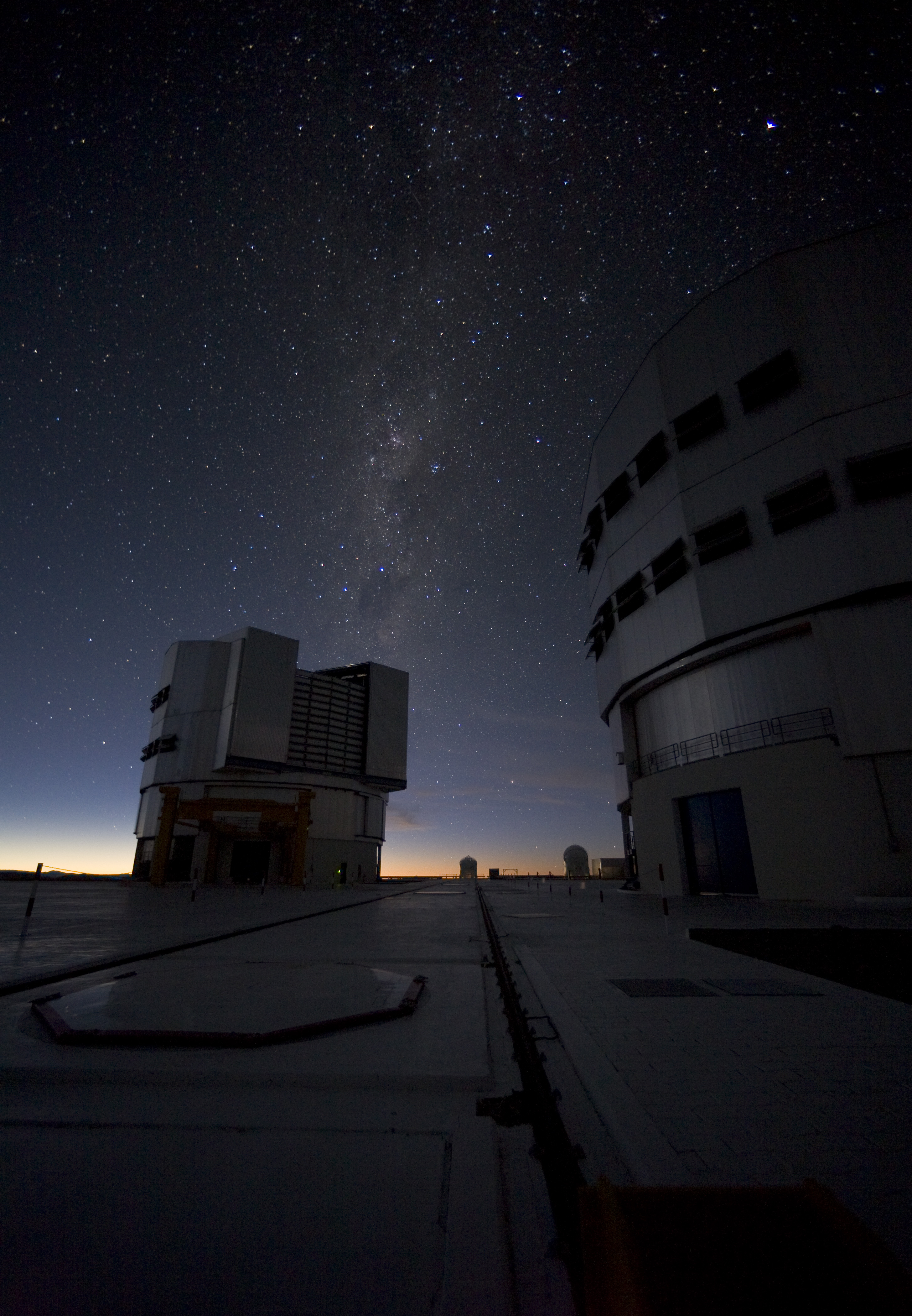
Plataforma del VLT a unes dues hores abans de l'alba. La Via Làctia és encara molt visible, mentre que el primer indici de llum està il·luminant l'horitzó oriental.